# 金峯山寺
金峯山寺（きんぷせんじ）は、奈良県吉野郡吉野町吉野山にある金峯山修験本宗（修験道）の総本山の寺院。山号は国軸山。開基（創立者）は役小角と伝える。かつては「山下（さんげ）の蔵王堂」と呼ばれていた。本尊は蔵王堂に安置される蔵王権現立像3躯。本尊は巨像として著名で中尊は約7mもあり、普段は非公開（秘仏）であることから「日本最大の秘仏」とも称される。現存の蔵王堂は、天正18年（1590年）に豊臣秀吉の寄進によって再建されたもので、蔵王権現立像3躯の造仏は、秀吉の発願した方広寺大仏（京の大仏）の造仏にも携わった、南都仏師の宗貞・宗印兄弟が手掛けたことが、胎内の銘から知られる。
金峯山寺の所在する吉野山は、古来より桜の名所として知られ、南北朝時代には南朝の中心地でもあった。「金峯山」とは単独の峰の呼称ではなく、吉野山（奈良県吉野郡吉野町）と、その南方二十数キロメートルの大峯山系に位置する山上ヶ岳（奈良県吉野郡天川村）を含む山岳霊場を包括した名称である。
吉野・大峯は古代から山岳信仰の聖地であり、平安時代以降は霊場として多くの参詣人を集めてきた。吉野・大峯の霊場は、和歌山県の高野山と熊野三山、およびこれら霊場同士を結ぶ巡礼路とともに世界遺産「紀伊山地の霊場と参詣道」の構成要素となっている。

## 歴史

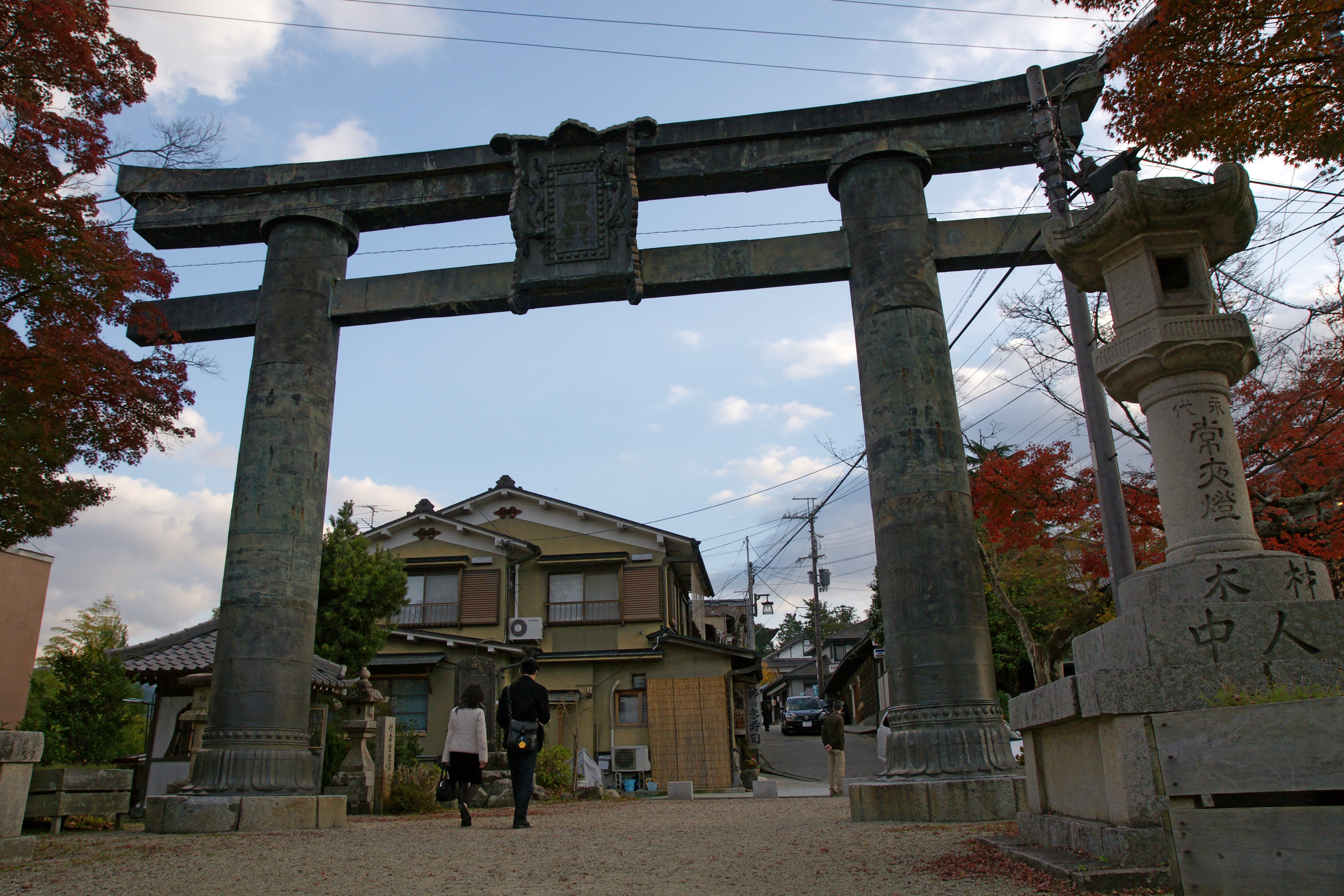
銅鳥居（重要文化財）

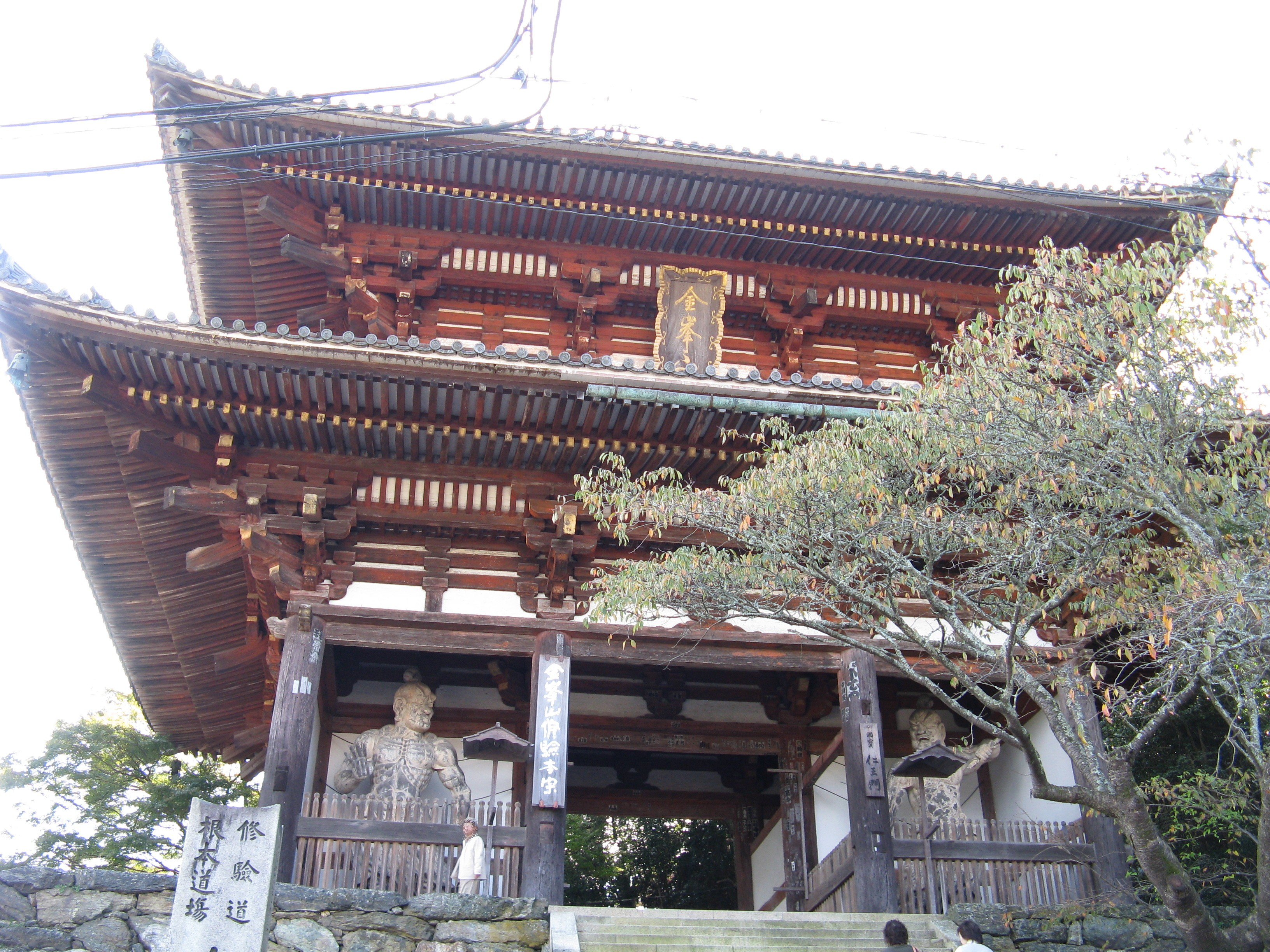
二王門（仁王門、国宝）

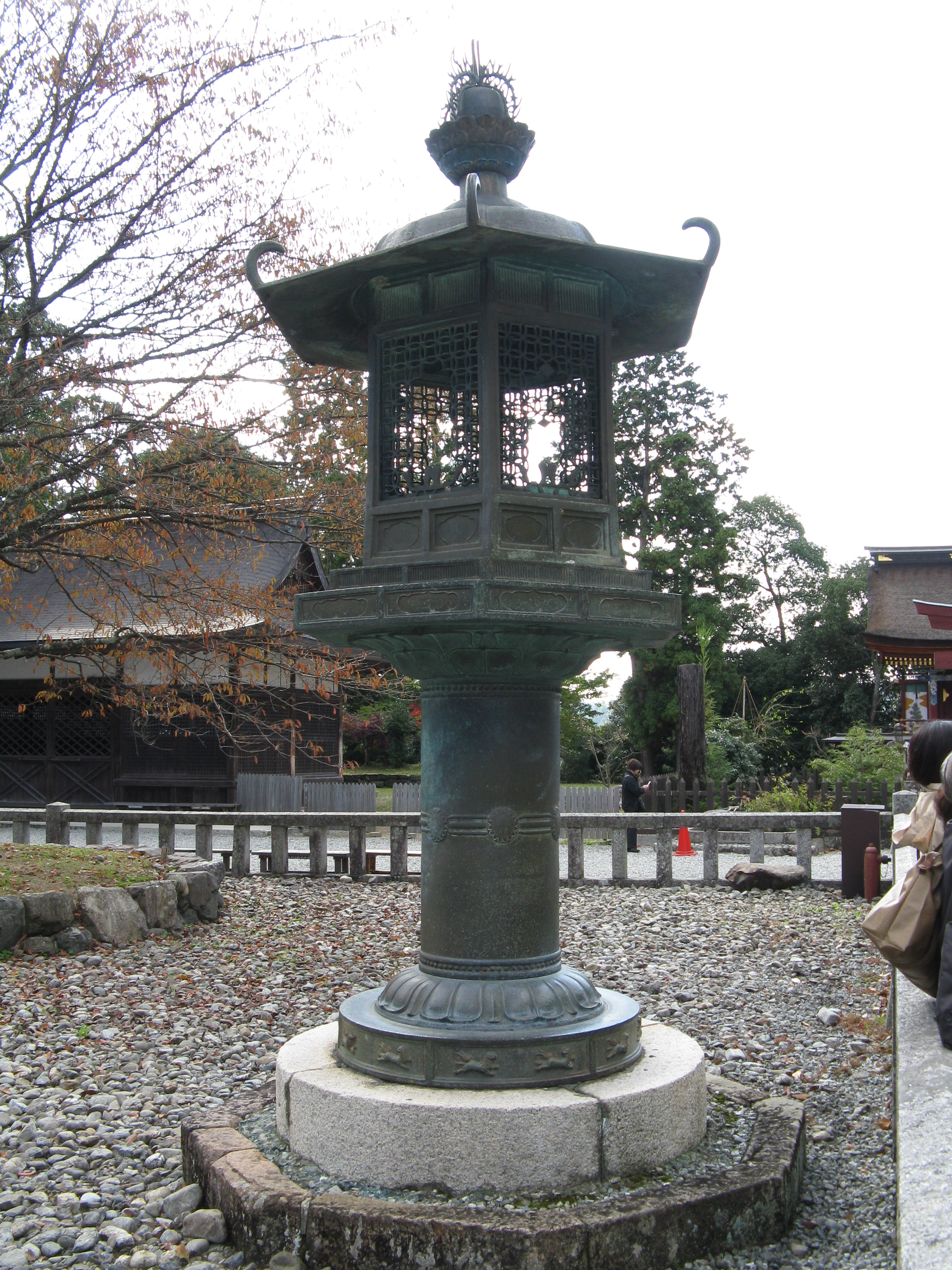
銅燈籠（重要文化財）

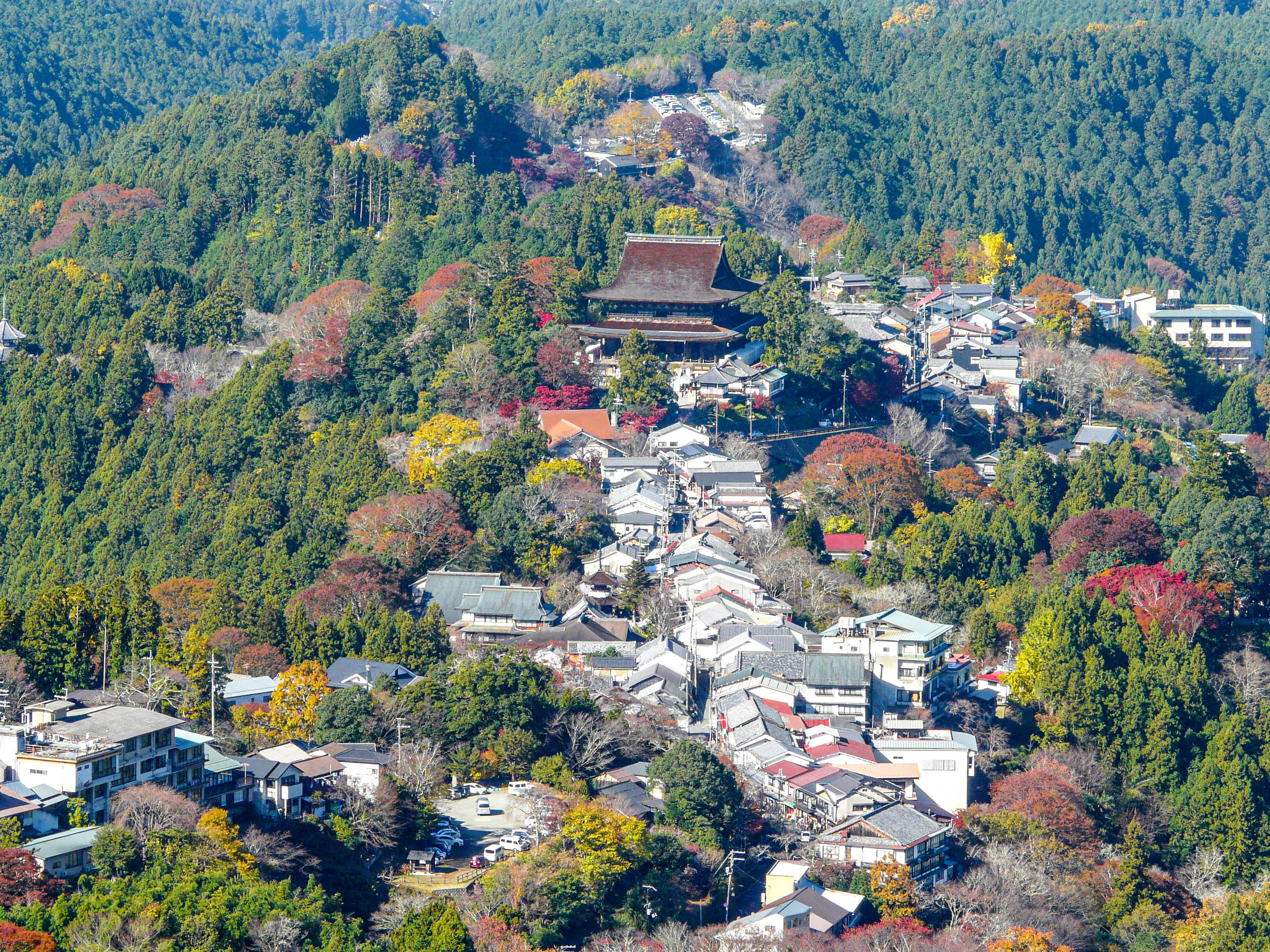
花矢倉展望台から望む秋の金峯山寺

### 概要
奈良県南部の吉野山に位置する金峯山寺は、7世紀に活動した伝説的な山林修行者・役小角が開創したと伝え、蔵王権現を本尊とする寺院である。金峯山寺のある吉野山には吉水神社、如意輪寺、竹林院、桜本坊、喜蔵院、吉野水分神社、金峯神社など、他にも多くの社寺が存在する。
「吉野山」とは、1つの峰を指す名称ではなく、これらの社寺が点在する山地の広域地名である。また、吉野山の二十数キロ南方、吉野郡天川村の山上ヶ岳（1,719メートル）の山頂近くには大峯山寺がある。吉野山の金峯山寺と山上ヶ岳の大峯山寺とは、近代以降は分離して別個の寺院になっているが、近世までは当・金峯山寺を「山下（さんげ）の蔵王堂」、後者を「山上の蔵王堂」と呼び、両者は不可分のものであった。「金峯山寺」とは本来、山上山下の2つの蔵王堂と関連の子院などを含めた総称であった。

### 役行者と蔵王権現
国土の7割を山地が占める日本においては、山は古くから聖なる場所とされていた。なかでも奈良県南部の吉野・大峯や和歌山県の熊野三山は、古くから山岳信仰の霊地とされ、山伏、修験者などと呼ばれる山林修行者が活動していた。こうした日本古来の山岳信仰が神道、仏教、道教などと習合し、日本独自の宗教として発達をとげたのが修験道であり、その開祖とされているのが役小角である。
役行者（えんのぎょうじゃ）の呼び名で広く知られる役小角は、7世紀前半に今の奈良県御所市に生まれ、大和国と河内国の境にある葛城山（現在の金剛山・葛城山）で修行し、様々な験力（超人的能力）を持っていたとされる伝説的人物である。奈良県西部から大阪府にかけての地域には金峯山寺以外にも役行者開創を伝える寺院が数多く存在する。『続日本紀』の文武天皇3年（699年）の条には、役小角が伊豆国へ流罪になったという記述がある。このことから役小角が実在の人物であったことは分かるが、正史に残る役小角の事績としては『続日本紀』のこの記事が唯一のものであり、彼の超人的イメージは修験道や山岳信仰の発達と共に後世の人々によって形成されていったものである。
金峯山寺は役行者が創立した修験道の根本寺院とされているが、前述のように役行者自体が半ば伝説化された人物であるため、金峯山寺草創の正確な事情、時期、創立当初どのような寺院であったかなどについては不詳といわざるをえない。
金峯山寺および大峯山寺の本尊であり、中心的な信仰対象となっているのは、7メートルの高さの巨大像である、蔵王権現である。仏教の仏とも神道の神ともつかない、独特の尊格である。金峯山寺の本尊は3体の蔵王権現で、その像容は、火焔を背負い、頭髪は逆立ち、目を吊り上げ、口を大きく開いて忿怒の相を表し、片足を高く上げて虚空を踏むものである。インドや中国起源ではない、日本独自の尊像であり、密教彫像などの影響を受けて日本で独自に創造されたものと考えられる。修験道の伝承では、蔵王権現は役行者が金峯山での修行の際に感得した（祈りによって出現させた）ものとされている。

### 平安時代
金峯山寺の中興の祖とされるのは、平安時代前期の真言宗の僧で、京都の醍醐寺を開いたことでも知られる聖宝である。『聖宝僧正伝』によれば、聖宝は寛平6年（894年）、荒廃していた金峯山を再興し、参詣路を整備し、堂を建立して如意輪観音、多聞天、金剛蔵王菩薩を安置したという。「金剛蔵王菩薩」は両部曼荼羅のうちの胎蔵界曼荼羅に見える密教尊である。この頃から金峯山は山岳信仰に密教、末法思想、浄土信仰などが融合して信仰を集め、皇族、貴族などの参詣が相次いだ。金峯山に参詣した著名人には、宇多法皇（昌泰3年（900年））、藤原道長（寛弘4年（1007年））、藤原師通（寛治2年（1088年））、白河上皇（寛治6年（1092年））などがいる。
このうち、藤原道長は山上の金峯山寺蔵王堂付近に金峯山経塚を造営しており、日本最古の経塚として知られている。埋納された経筒は江戸時代に発掘され現存している（奈良県吉野町金峯神社蔵、国宝）。金峯山は未来仏である弥勒仏の浄土と見なされ、金峯山（山上ヶ岳）の頂上付近には多くの経塚が造営された。

### 中世 - 近世
修験道は中世末期以降、「本山派」と「当山派」の2つに大きく分かれた。本山派は天台宗系で、園城寺（三井寺）の円珍を開祖とする。この派は主に熊野で活動し、総本山は天台宗寺門派（園城寺傘下）の聖護院（京都市左京区）である。一方の当山派は真言宗系で聖宝を開祖とする。吉野を主な活動地とし、総本山は醍醐寺三宝院（京都市伏見区）であった。金峯山寺は中興の祖である聖宝との関係で、当山派との繋がりが強かった。中世の金峯山寺は山上に36坊、山下に百数十の子院を持ち、多くの僧兵（吉野大衆と呼ばれた）を抱え、その勢力は南都北嶺（興福寺と延暦寺の僧兵を指す）にも劣らないといわれた。蔵王堂は寛治7年（1093年）、嘉禄元年（1225年）、文永元年（1264年）に焼失しているが、その都度再建されている。
元弘の乱が起きると、元弘2年（1332年）に後醍醐天皇の子である護良親王が金峯山寺の僧兵を味方に付け、吉野山を要害化して吉野城とし、立て籠もった。元弘3年（1333年）2月には鎌倉幕府の二階堂道蘊が6万余騎を率いて攻め寄せてきたが、二天門で村上義光が自害している間に護良親王は退却した。なお、二天門は焼失したが蔵王堂は無事であった。
この後、後醍醐天皇が吉野に移って南朝を興したが、後村上天皇の時、貞和4年（1348年）1月28日に足利尊氏の家臣・高師直によって焼き討ちされ、全山焼失している。
蔵王堂は後に再建されたが天正14年（1586年）に焼失し、天正18年（1590年）に豊臣秀吉の寄進によって再建された。境内にある威徳天満宮は慶長年間（1596年 - 1615年）に豊臣秀頼によって再建されている。
慶長19年（1614年）、徳川家康の命により、天台宗の僧である天海（江戸・寛永寺などの開山）が金峯山寺の学頭になり、金峯山は天台宗の日光・輪王寺の傘下に置かれることとなった。
明和9年(1772年)には国学者本居宣長が吉野を訪れ、3月8日に金峯山寺に参拝し、蔵王権現立像三躯を実見した。「三体とも同じに見え、特別な違いは分からない」と日記に書き記している（菅笠日記）。また塔の九輪の残骸が境内に置かれており、かつては立派な塔があったのだろうとも書き記している。

### 近代
明治維新となり修験道信仰は多大な打撃をこうむった。1868年（明治元年）に発布された神仏分離令によって、長年全国各地で行われてきた神仏習合の信仰は廃止され、寺院は廃寺になるか、神社に変更し生き延びるほかなかった。
金峯山も6月には役所から蔵王権現の神号を改め、僧の復飾神勤を命じられたが、蔵王権現は仏像であるといってなんとかやり過ごした。しかし、1871年（明治4年）から神仏分離を行うようにとの命令を繰り返し受けるようになり、金精明神を金峯神社と改称し、金峯山全山を神社化するようにとの命令が出されている。1872年（明治5年）には修験道が廃止されると、1874年（明治7年）には、ついに金峯神社を本社、山下の蔵王堂（現・金峯山寺）を口宮（くちのみや）、山上の蔵王堂（現・大峯山寺）を奥宮とする命令が出され、金峯山は廃寺に追い込まれた。12月17日には僧坊の一つだった吉水院が後醍醐天皇社（現・吉水神社）として神社化している。
それでも、1879年（明治12年）には一旦神社となったいくつかの僧坊が再び寺院としての活動を始めている。その後余りに過激化した太政官政府の宗教政策が沈静化したことや、僧侶・修験道者らの嘆願により、1886年（明治19年）には「天台宗修験派」として修験道の再興が図られ、金峯山は寺院として復興存続が果たせた。その際、山下の蔵王堂は金峯山寺、山上の蔵王堂は大峯山寺として、別々の寺院として再興されて現在に至っている。
太平洋戦争後の1948年（昭和23年）に、天台宗から分派独立して大峯修験宗が成立し、1952年（昭和27年）には金峯山修験本宗と改称、金峯山寺は同宗総本山となった。
2004年（平成16年）に蔵王堂と仁王門が世界遺産「紀伊山地の霊場と参詣道」の一つとして登録された。

## 境内

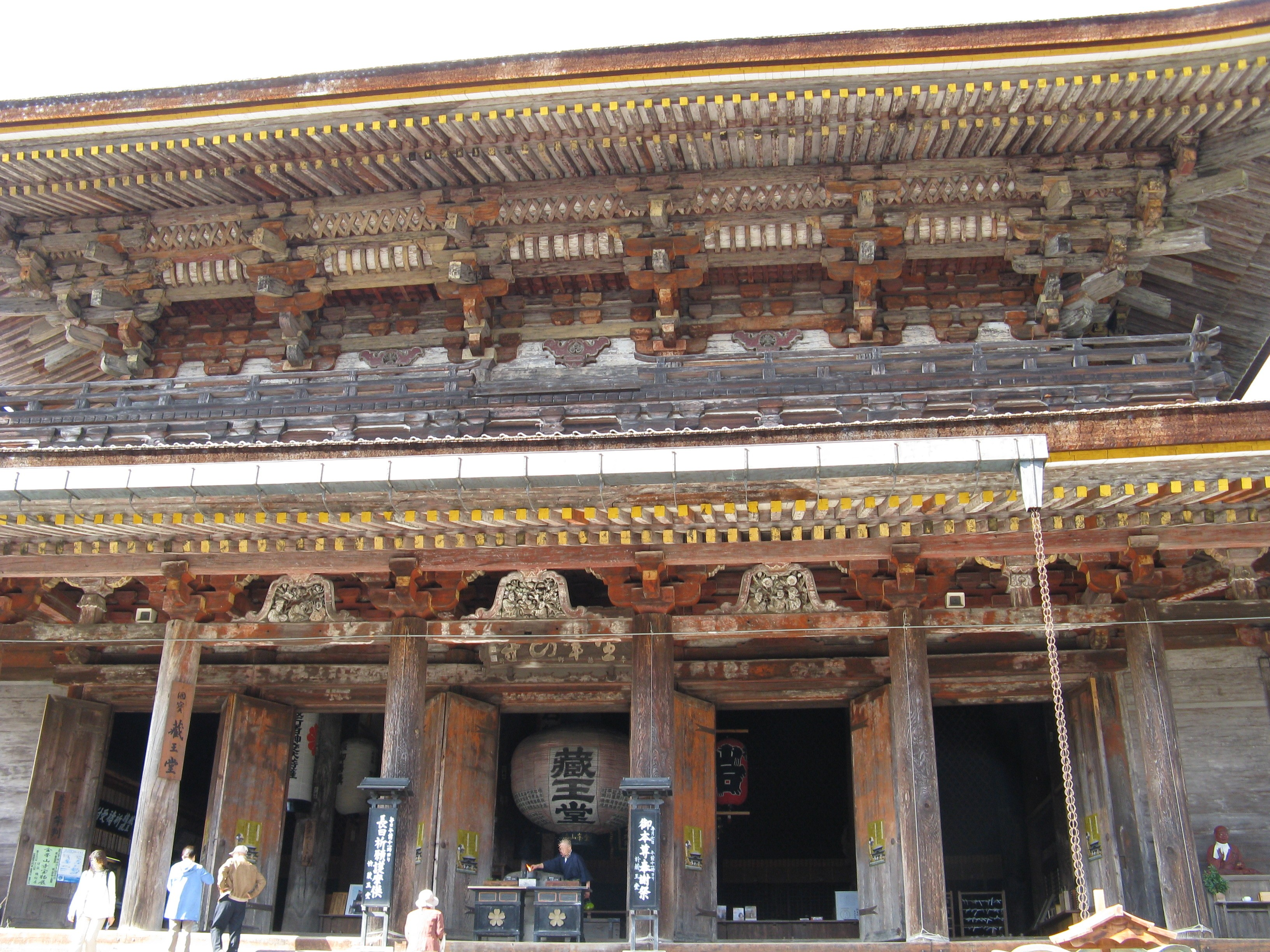
本堂（蔵王堂）細部

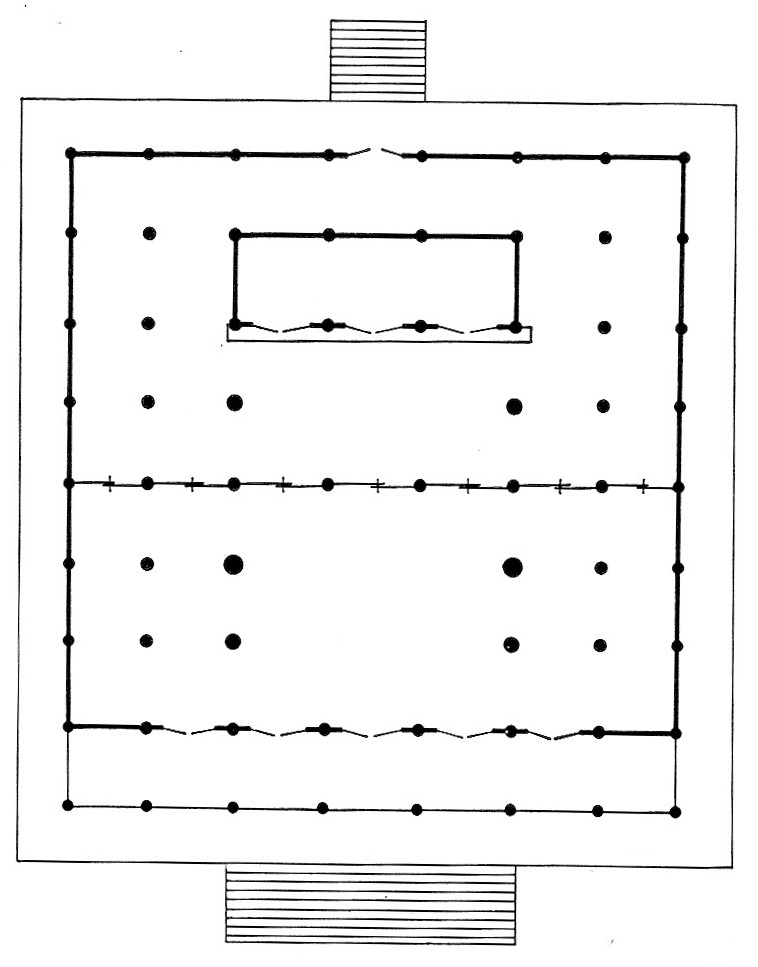
本堂（蔵王堂）平面図

吉野ロープウェイの吉野山駅を出てしばらく歩くと金峯山寺の総門である黒門があり、そこから旅館、飲食店、みやげ物店などの並ぶ上り坂の参道を行くと、途中に銅鳥居（かねのとりい）がある。吉野山駅から徒歩10分ほどのところに仁王門、その先の小高くなった敷地に本堂（蔵王堂）が建つ。
- 本堂（蔵王堂、国宝） - 山上ヶ岳の大峯山寺本堂（「山上の蔵王堂」）に対し、山下（さんげ）の蔵王堂と呼ばれる。屋根は入母屋造檜皮葺き。2階建てのように見えるが構造的には「一重裳階（もこし）付き」である。豊臣秀吉の寄進で再興されたもので、扉金具の銘に天正19年（1591年）とある（本尊の胎内銘には天正18年とあるので、工事自体はそれ以前からなされていた）。高さ34メートル、奥行、幅ともに36メートル。木造の仏堂としては全国屈指の規模（特に高さ）の建物である。内部の柱には、原木の曲がりを残した自然木に近い柱が使われていることが特色で、ツツジ（またはチャンチン）、梨などと称される柱が用いられている。内陣には巨大な厨子があり、本尊として3体の蔵王権現立像（秘仏）を安置する。金峯山修験本宗の総本山であることもあって、現在では常に香が焚き込められ、近年では夜間参拝の機会も設けられ、いにしえを偲ばせる独特の宗教空間を形成している。

平面構成は、桁行（正面）5間、梁間（奥行）6間の身舎（もや）の周囲に1間の裳階をめぐらした形式になる（ここでいう「間」は長さの単位ではなく、柱間の数を表す用語）。身舎の正面は5間とも板扉を設け、その手前（裳階部分）の1間通りは扉や壁を設けない吹き放ちとする。堂内は板扉で前後に仕切り、その前方を外陣、後方を内陣とする（平面図参照）。
- 蔵王権現本地堂 - 蔵王堂と渡り廊下で繋がっている。食堂の跡地に建てられている。
- 鐘楼
- 本坊 - 智泉閣と呼ばれる。1924年（大正13年）築。
- 仁王門（国宝） - 「二王門」ともいう。蔵王堂の北側に位置する入母屋造、本瓦葺きの二重門（二重門とは2階建て門で、1階と2階の境目にも屋根の出をつくるものを指す）。軒先に吊るしていた風鐸（ふうたく）の銘から室町時代の康正2年（1456年）の再興とわかる。本堂が南を正面とするのに対し、仁王門は北を正面とし、互いに背を向けるように建っている。これは、熊野から吉野へ（南から北へ）向かう巡礼者と吉野から熊野へ（北から南へ）向かう巡礼者の双方に配慮したためという。門の左右に安置する像高約5メートルの金剛力士（仁王）像は延元4年（1339年）、仏師康成の作で重要文化財に指定されている。2018年より2028年完成を目指して大修理が進められており、その期間、金剛力士像は奈良国立博物館で特別公開されている。
- 観音堂 - 室町時代建立。本尊は十一面観音立像。脇に安置される阿難尊者立像と迦葉尊者立像は廃寺となった世尊寺に安置されていたと伝えられる。
- 愛染堂 - 明和7年（1770年）に経蔵として建立され、その後護摩堂となっていたが、1983年（昭和58年）に蔵王堂から愛染明王を移して愛染堂とした。愛染明王は廃寺となった安禅寺に安置されていたものである。
- 四本桜 - 蔵王堂前の広場に石柵で囲まれた一廓があり、4本の桜が植わっている。ここは、元弘3年（1333年）、鎌倉幕府軍に攻められた大塔宮護良親王が陥落前に最後の酒宴を催した故地とされている。石柵内に立つ銅燈籠は文明3年（1471年）の作で重要文化財に指定されている。
- 威徳天満宮 - 祭神：菅原道真。天徳3年（959年）9月5日鎮座。慶長年間（1596年 - 1615年）に豊臣秀頼によって再建される。
- 神楽殿
- 久富大明神
- 吉冨稲荷大明神
- 南朝妙法殿 - 八角三重塔。1958年（昭和33年）建立。南朝の後醍醐天皇、後村上天皇、長慶天皇、後亀山天皇と南朝の忠臣達、太平洋戦争での戦死者などの霊を祀っている。ここはかつて後醍醐天皇が行在所とした実城寺の跡地であり、実城寺の本尊と伝えられる奈良県指定有形文化財の木造釈迦如来坐像が安置されている。
- 仏舎利宝殿 - 1967年（昭和42年）11月24日にインド政府から贈呈された仏舎利を祀る。
- 役行者像 - 銅像。1951年（昭和26年）建立。
- 脳天大神龍王院 - 1951年（昭和26年）建立。
- 二天門跡 - 蔵王堂の南正面には現在は門がないが、かつてはここに正門であった二天門があった。信濃国出身の武士であった村上義光は、元弘3年（1333年）、護良親王の身代わりとしてこの二天門の楼上で自害したと伝えられる。門跡には「村上義光公忠死之所」と記した石柱が立つ。
- 後醍醐天皇導稲荷社
- 黒門 - ケーブル吉野山駅から徒歩数分のところに建つ黒塗りの高麗門で、金峯山寺の総門である。現存する門は1985年（昭和60年）の再興。
- 銅鳥居（重要文化財） - 銅鳥居と書いて「かねのとりい」と読む。聖地への入口、俗界と聖地の境界を象徴する建造物である。吉野から大峯山（山上ヶ岳）までの修行道には発心門、修行門、等覚門、妙覚門という、悟りへの4つの段階を象徴した門が設定されているが、そのうちの「発心門」にあたるのがこの鳥居である。鳥居の柱が蓮台の上に立っているのは、神仏習合の名残りである。東大寺大仏を鋳造した際の余りの銅で造ったという伝承があるが、現存するものは室町時代の再興である。

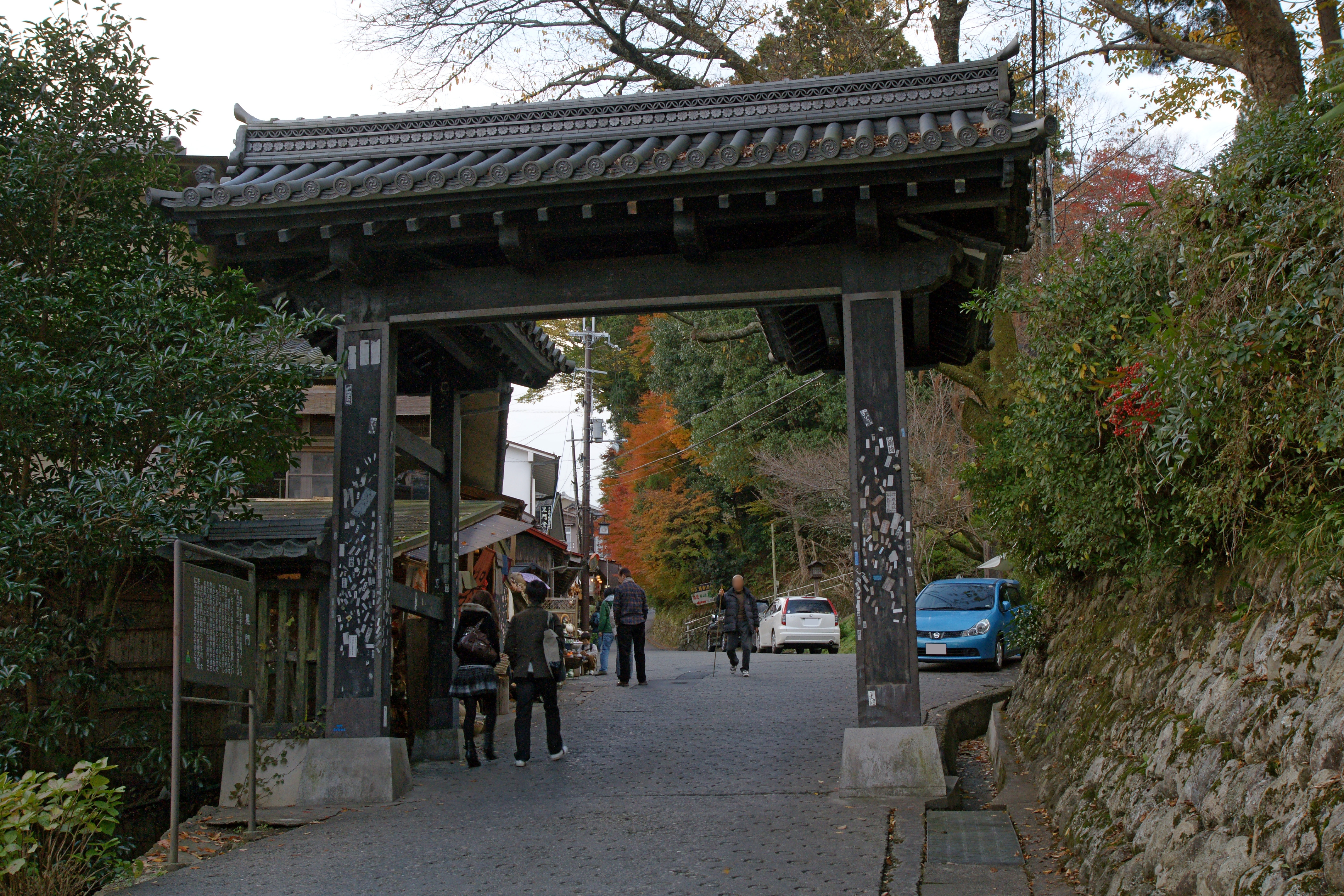
黒門
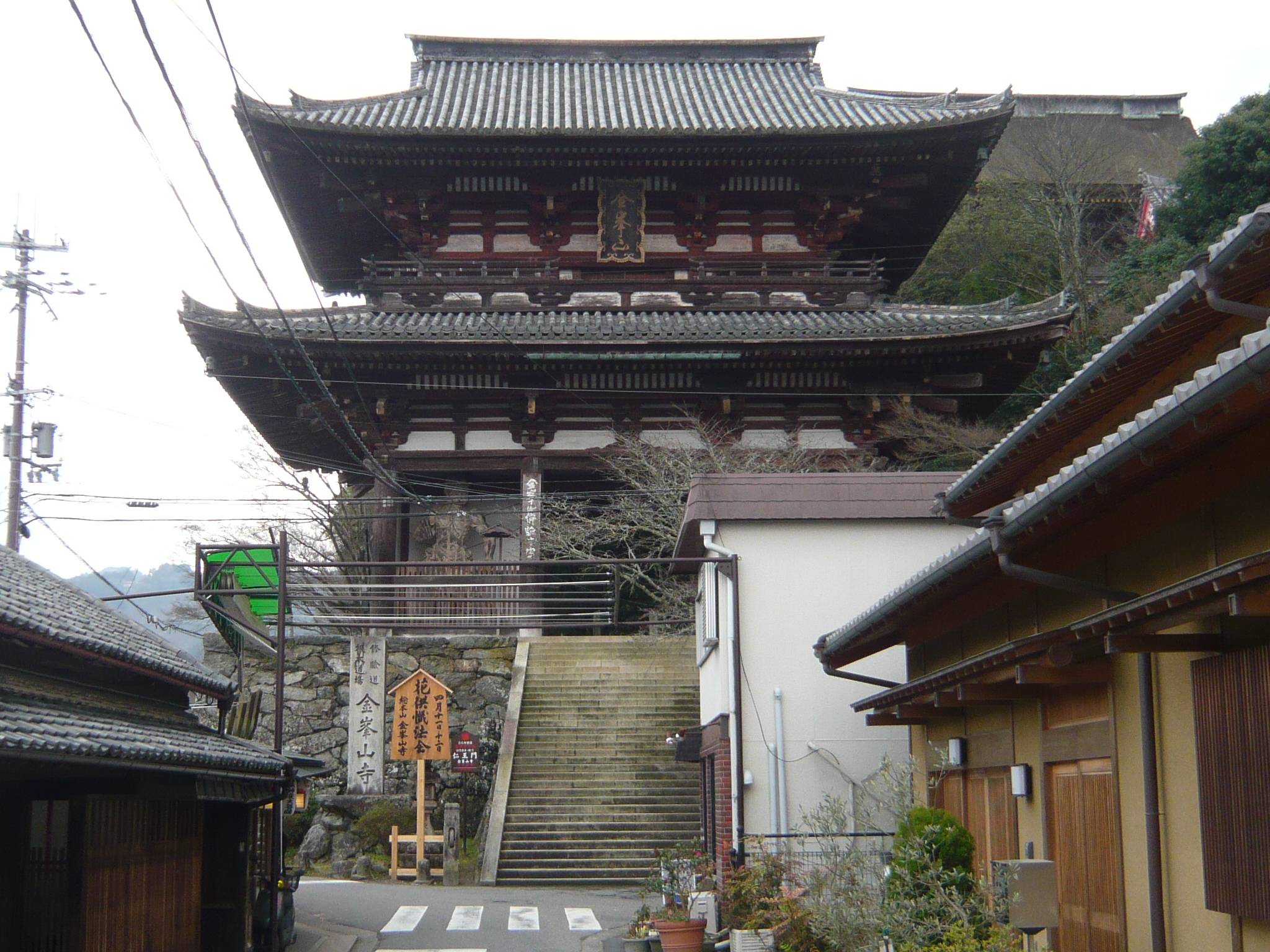
二王門
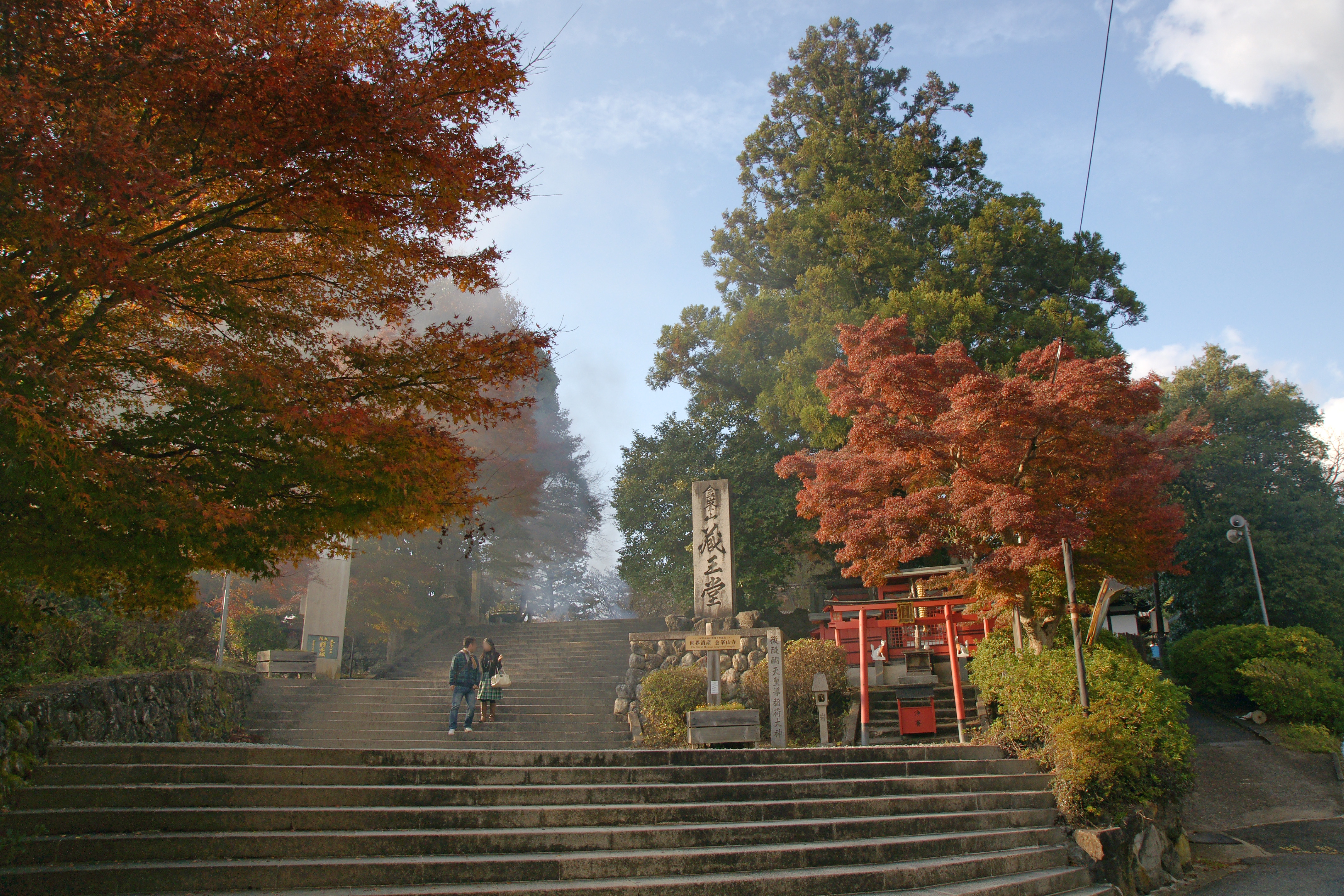
二天門跡
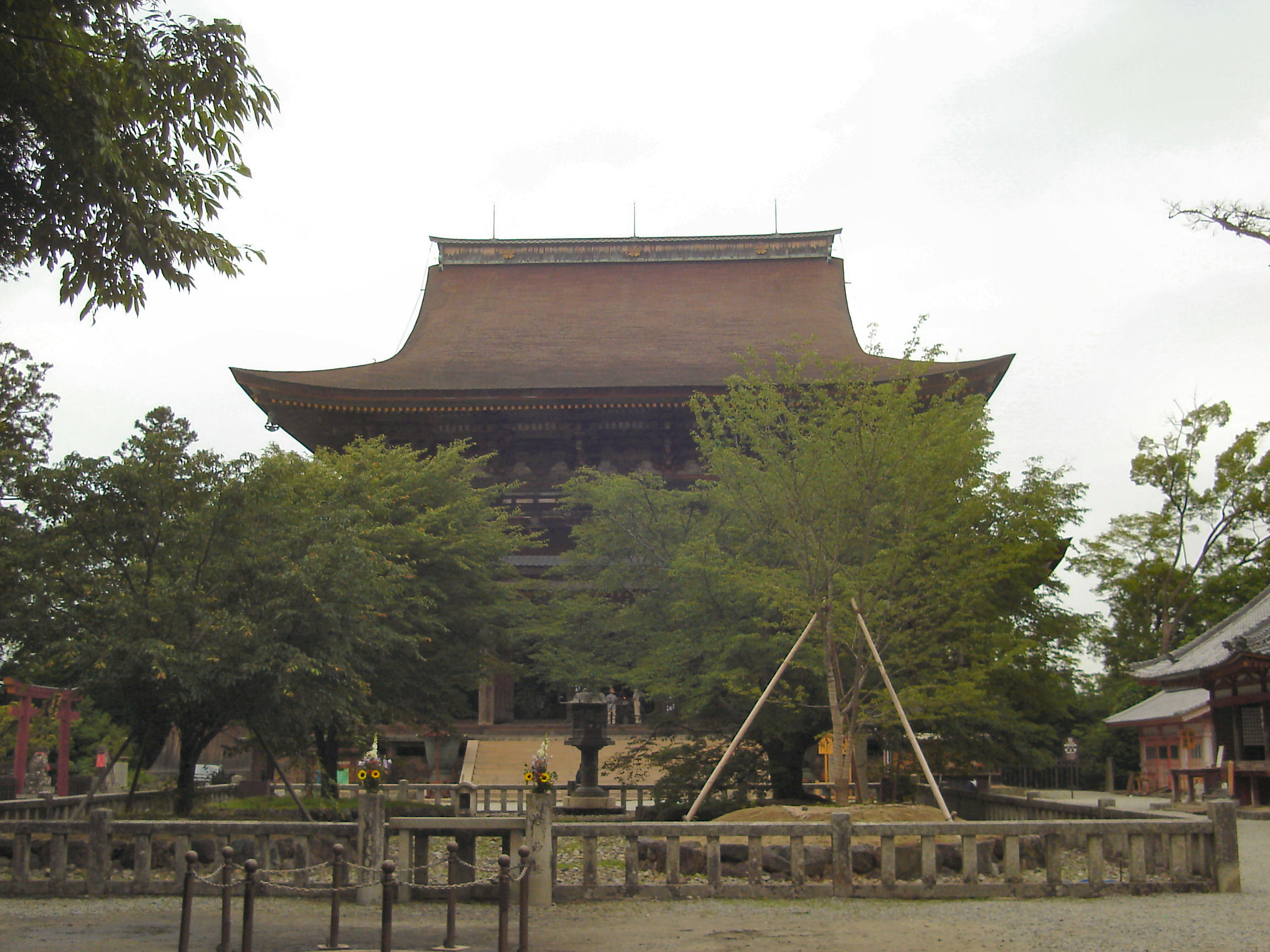
蔵王堂と四本桜
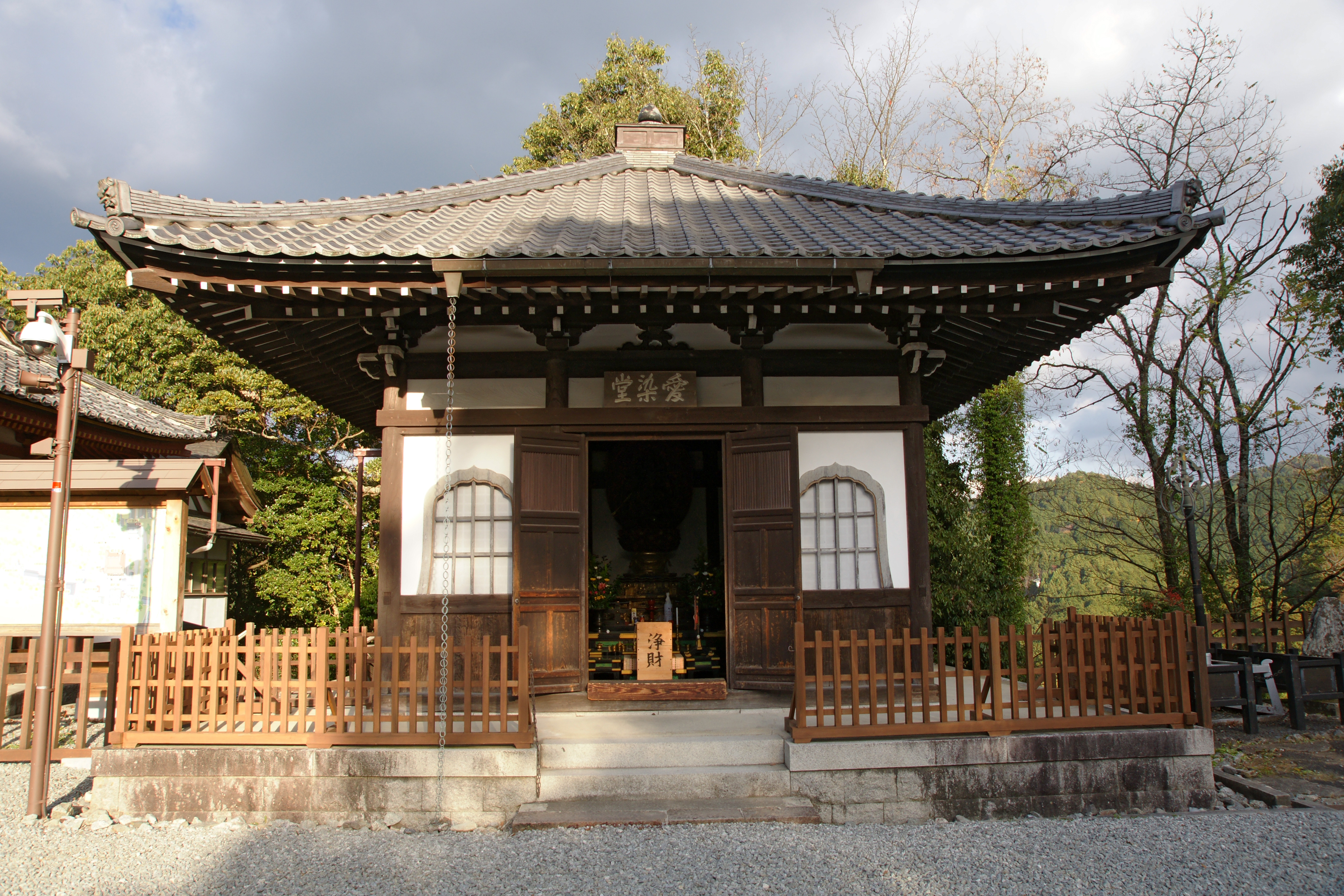
愛染堂
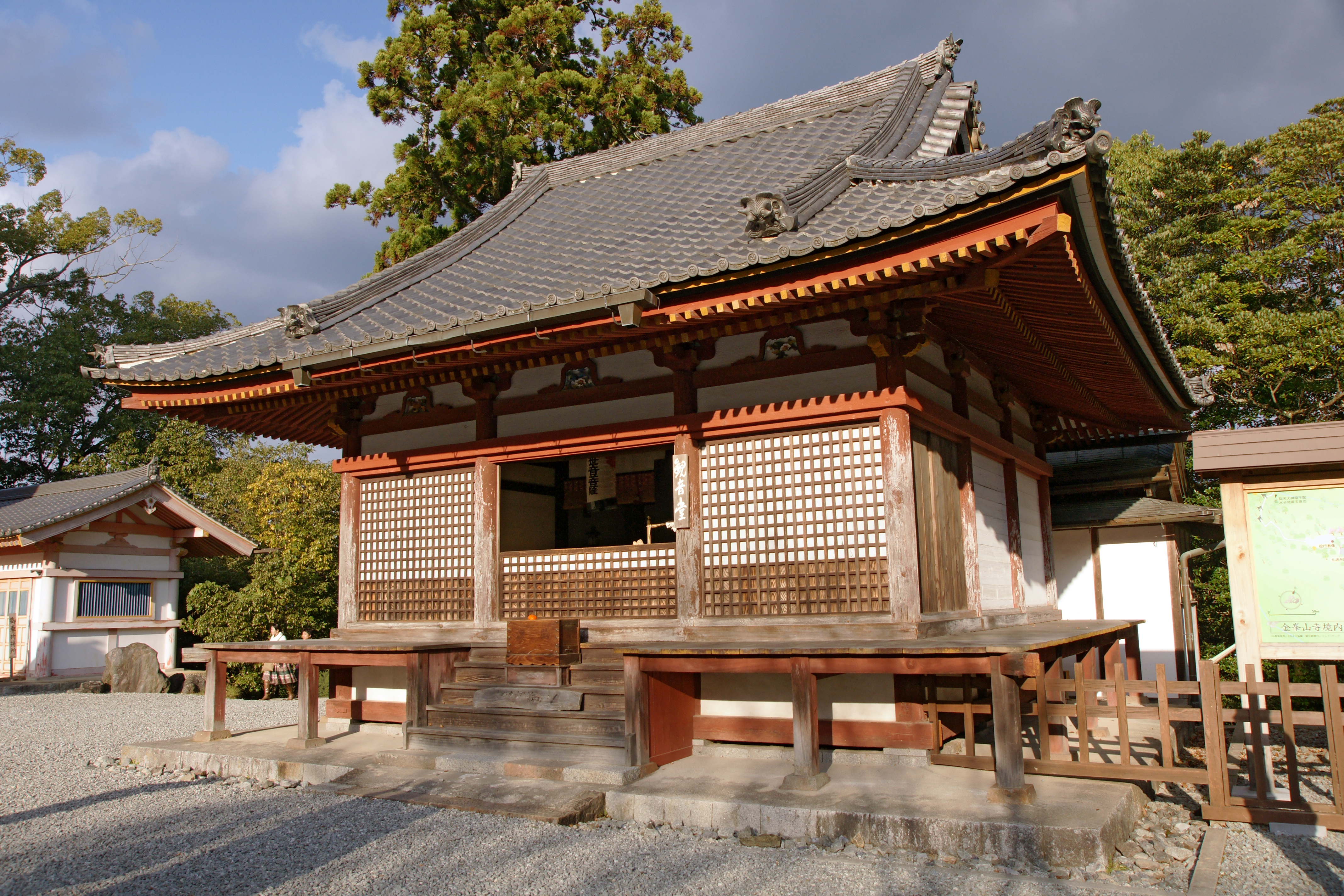
観音堂
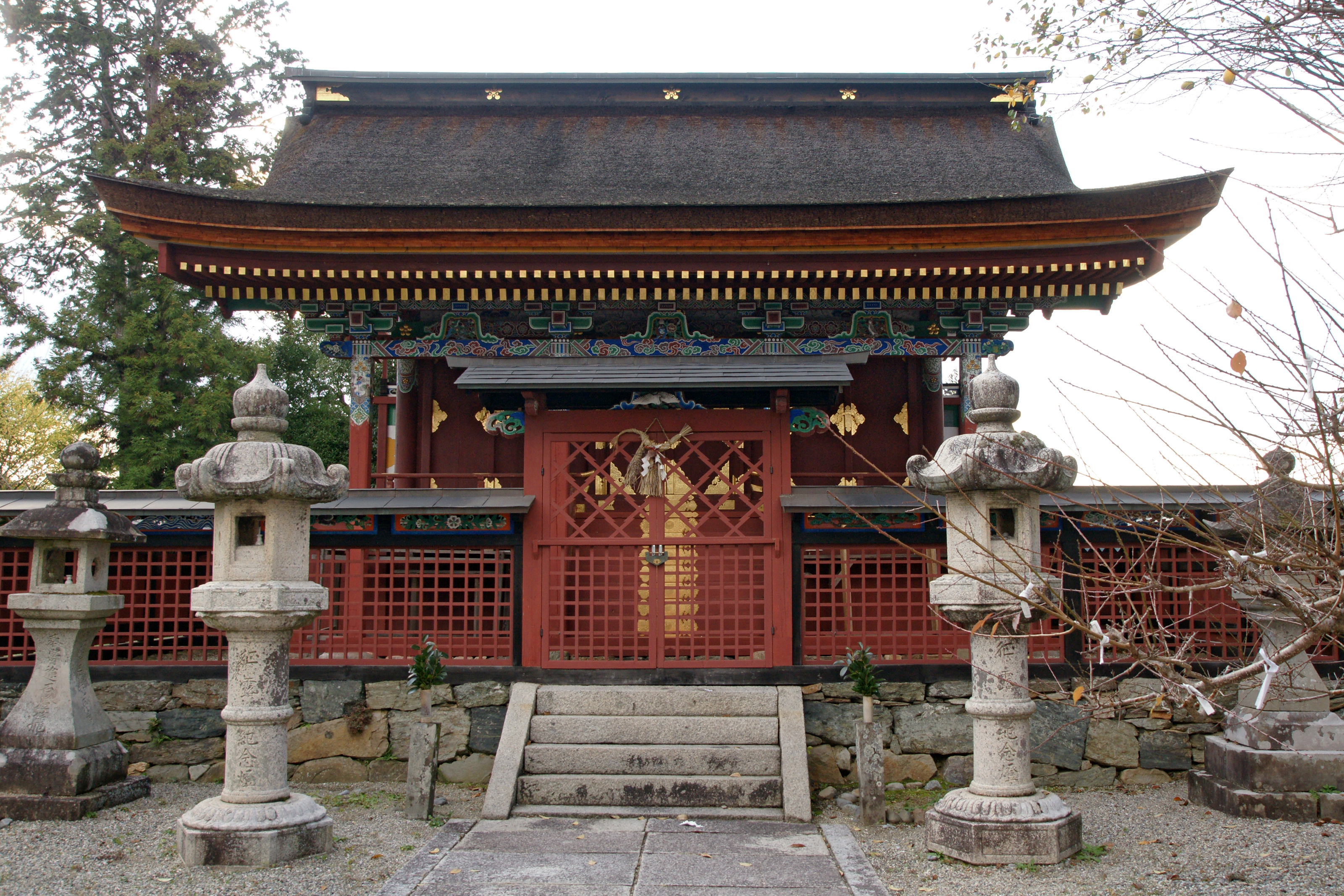
威徳天満宮
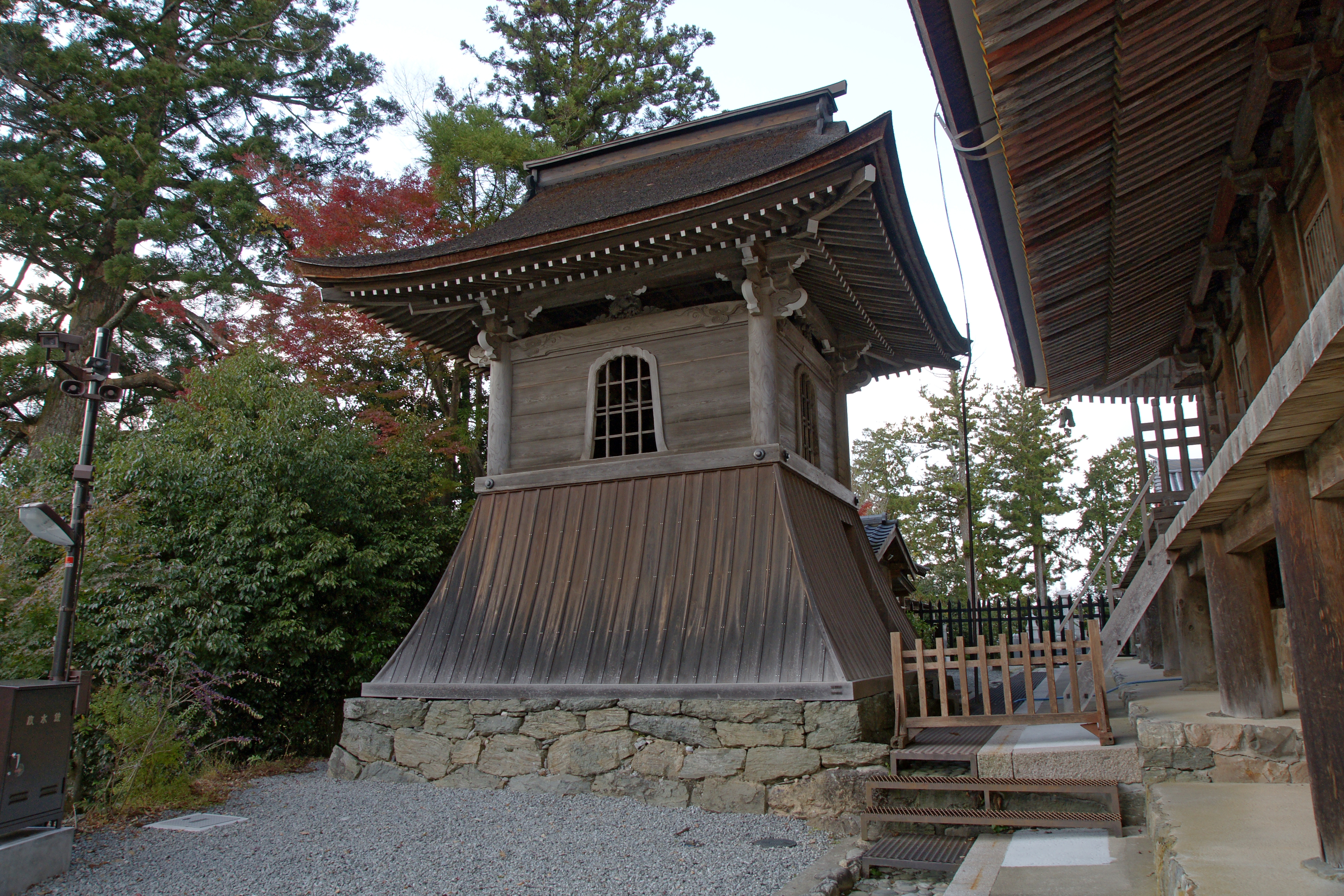
鐘楼
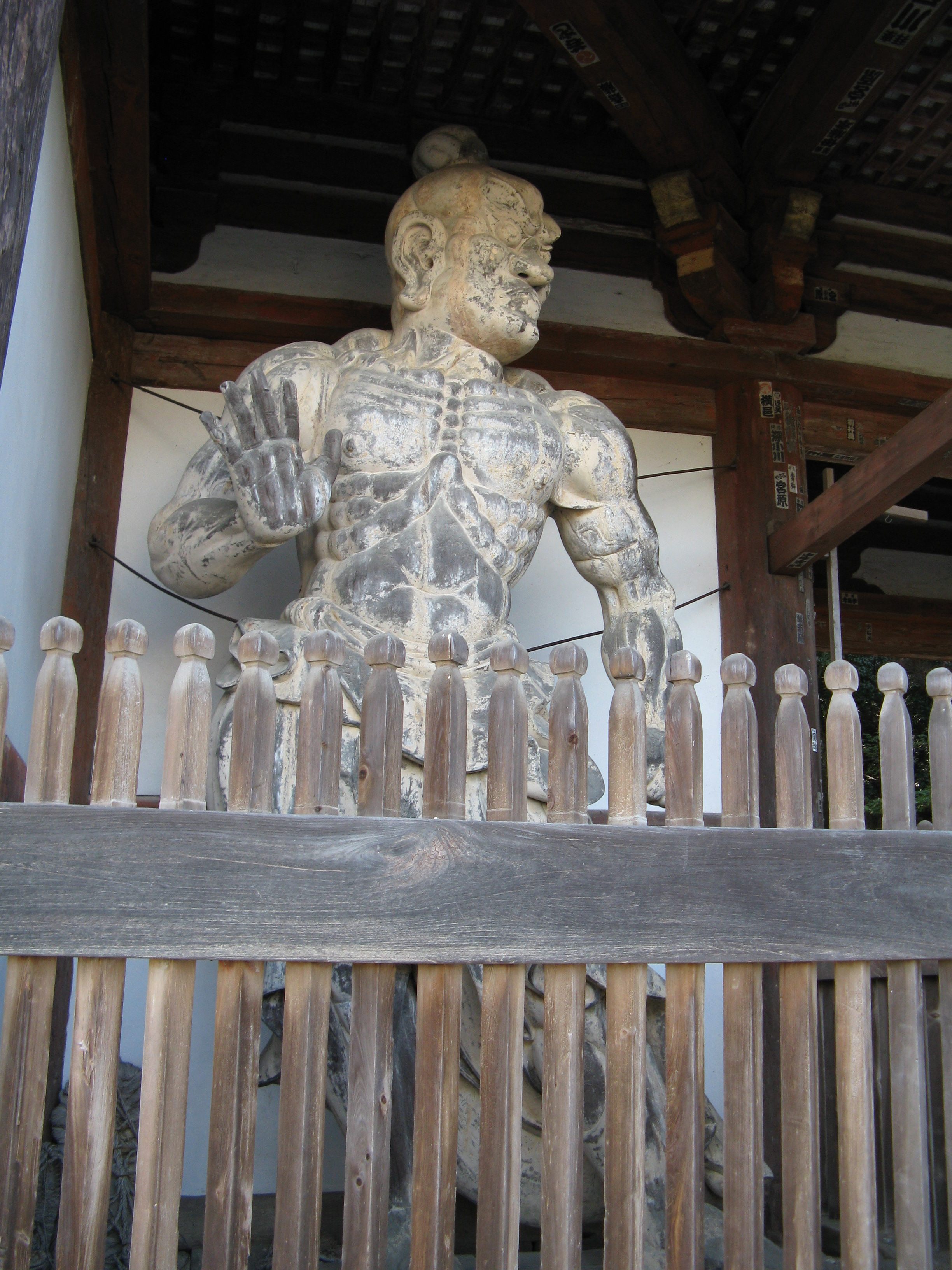
二王門の金剛力士像（吽形）（重要文化財）
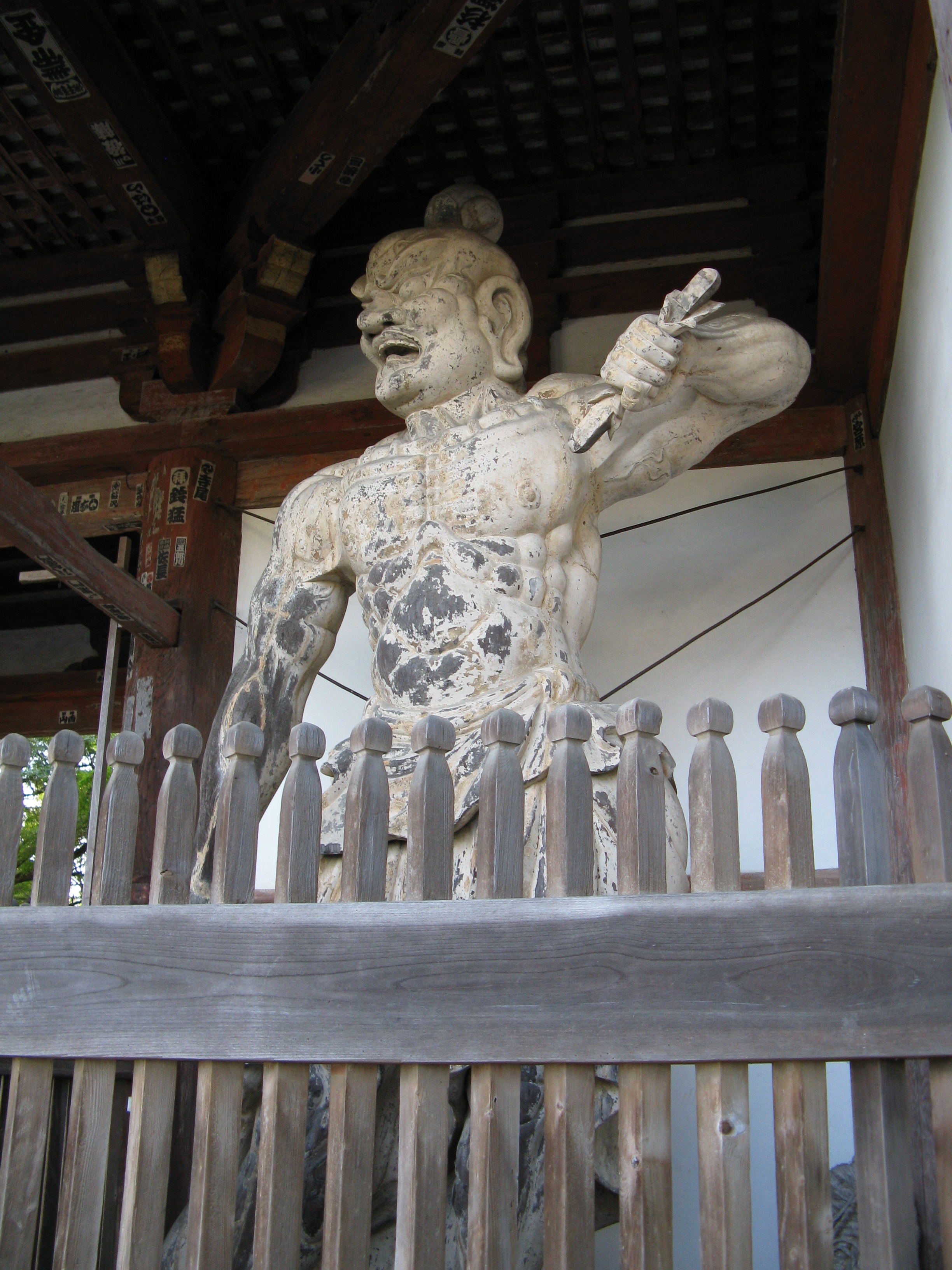
二王門の金剛力士像（阿形）（重要文化財）
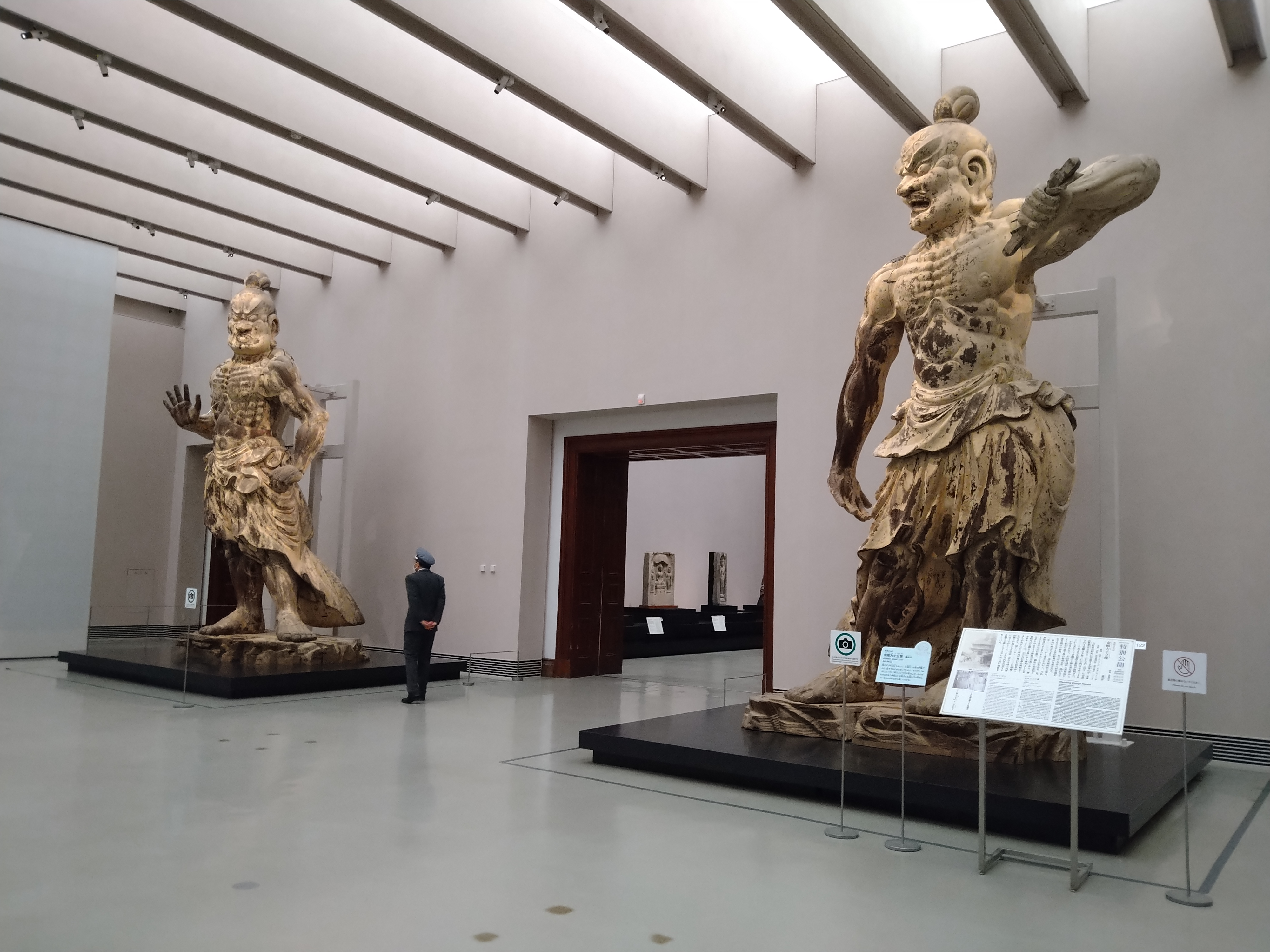
奈良国立博物館で展示される金剛力士像

## 文化財

### 国宝
- 本堂（蔵王堂）
- 二王門（仁王門）
- 大和国金峯山経塚出土品 1括
  - 金銀鍍双鳥宝相華文経箱 1合
  - 金銅経箱 台付 2合

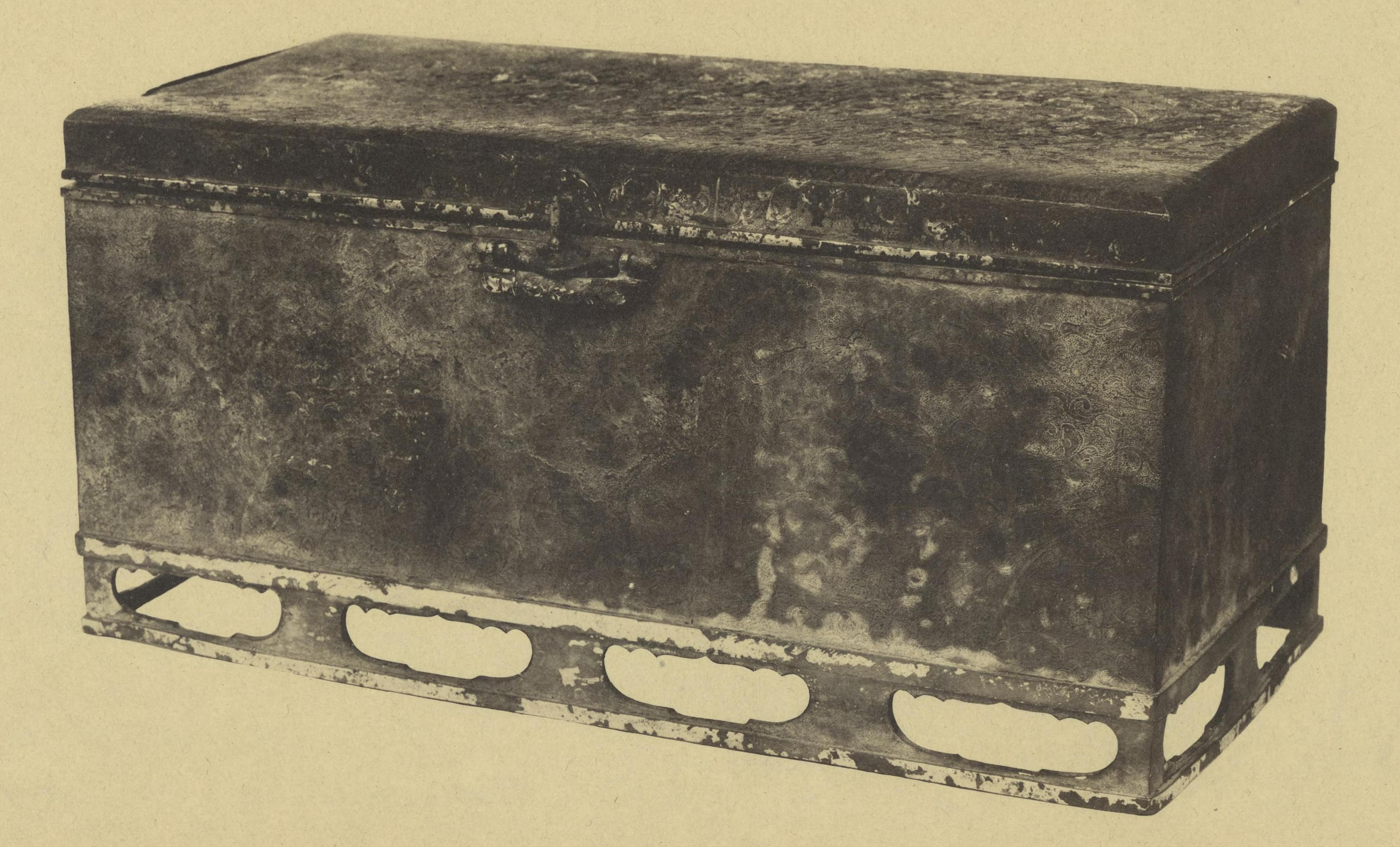
金銀鍍双鳥宝相華文経箱（国宝、大和国金峯山経塚出土品より）

  - 附：紺紙金字法華経残闕 7紙、紺紙金字観普賢経残闕 2紙、経軸 2本

### 重要文化財
- 銅鳥居
- 木造蔵王権現立像 3躯（附：願文・結縁交名（中尊像内納入）7通）[注釈 1]

本堂内陣の巨大な厨子に安置される3体の秘仏。中尊像内に天正18年（1590年）南都大仏師宗貞、宗印等の銘がある。像高は中尊が728センチメートル、向かって右の像が615センチメートル、左の像が592センチメートルである。寺伝では中尊が釈迦如来、向かって右の像が千手観音、左の像が弥勒菩薩を本地とし、それぞれ過去・現世・来世を象徴するという（「本地」は本来の姿である仏、「権現」は仏が姿を変えて現れたものの意）。通常は秘仏であるが、特別の行事の際などに開帳されることがある。
- 木造蔵王権現立像（安禅寺旧本尊） - 秘仏本尊とは別に本堂外陣東北隅に安置される。元は吉野山の奥の院と呼ばれた安禅寺（現・金峯神社付近にあった）の本尊で、同寺が明治の神仏分離で破却されてから金峯山寺に移された。像高459センチメートルの巨像で、制作は秘仏本尊より古く、鎌倉時代後半とされている。
- 絹本著色千手千眼観音像 - 奈良国立博物館寄託。
- 板絵著色廻船入港図額 - 万治4年（1661年）に奉納された大型の絵馬。本堂内西側に置かれている。
- 木造聖徳太子立像 - 鎌倉時代。外陣東側に安置。
  - 附：像内納入品 銅製舎利塔1基、舎利1包、無量義経 巻上（文永十一年六月五日定□奥書）1巻、観無量寿経（文永十一年六月七日定□奥書）1巻、阿弥陀経（文永十一年六月十日定意奥書）1巻、阿弥陀経・無量寿経 巻上（文永十一年六月十一日信道奥書）1巻、文殊菩薩坐像摺仏1枚、地蔵菩薩坐像摺仏2枚、地蔵菩薩立像印仏97枚、大黒天立像摺仏312枚、竹製筒 1口、法華経・摺仏・散華等残欠一括[注釈 3][8]
- 木造童子立像（伝普成、普建）2躯 - 鎌倉時代。本尊厨子背後のガラスケース内に安置。
- 木造金剛力士立像 2躯 - 二王門安置、康成作[注釈 4][10]
  - 附：像内納入品 木造五輪塔1基、大般若経4巻、地蔵菩薩印仏（包紙添）152通、地蔵菩薩印仏30通・地蔵菩薩及多宝塔印仏34通、印仏残欠一括、杮経（残欠共）2束・580枚、墨書紙片1枚
- 金銅五鈷鈴
- 金銅装笈（こんどうそう おい）
- 銅燈籠 文明三年銘
- 梵鐘 - 永暦元年（1160年）の銘がある大型の梵鐘。東大寺の鐘（「奈良太郎」）、高野山の鐘（「高野次郎」）と並び「吉野三郎」と称される。廃絶した世尊寺の鐘で、現在も世尊寺の旧地（蔵王堂から歩いて1時間ほどの吉野水分神社近く）にある鐘楼に所在する。
- 線刻蔵王権現鏡像 - 鋳銅製の八稜鏡の鏡面に線刻された蔵王権現像で、線刻鏡像の中でも優れた作品である。

典拠：2000年までの指定物件については『国宝・重要文化財大全 別巻』（所有者別総合目録・名称総索引・統計資料）（毎日新聞社、2000年）による。

### 奈良県指定有形文化財
- 木造釈迦如来坐像 - 平安時代。
- 木造釈迦如来立像 - 鎌倉時代。
- 絹本著色吉野曼荼羅図 1幅 - 鎌倉時代。

### 吉野町指定有形文化財
- 金峯山寺文書

## 年中行事
- 2月3日 節分会・鬼火の祭典
役行者が鬼を改心させて弟子にしたという故事から「福は内、鬼も内」と山伏が豆をまくと鬼がひれ伏して改心するという独特の節分会の行事が行われている[11]。
- 4月11 - 12日 花供懺法会（はなくせんぽうえ）（花供会式大名行列）
- 7月7日 蓮華会・蛙飛び行事

## 前後の札所
神仏霊場巡拝の道
38 南法華寺（壺阪寺）　-　39 金峯山寺　-　40 丹生川上神社上社
役行者霊蹟札所

## 交通
- 吉野ロープウェイ吉野山駅から黒門、銅鳥居を経て蔵王堂まで徒歩10分